# Siége Perilous
Siége Perilous este cel de-al treilea album de studio lansat de formația americană Kamelot. Acesta a fost lansat pe 4 august 1998, prin Noise Records. Este primul album cu solistul Roy Khan (ex-Conception) la voce și toboșarul Casey Grillo la baterie, și, de asemenea, ultimul, cu claparul David Pavlicko.
În legenda regelui Arthur, Siége Perilous (în traducere: „loc periculos”) este scaunul de la Masa Rotundă rezervat pentru cavalerul care ar fi mers în căutarea Sfântului Graal.

## Listă melodii
Toate melodiile sunt scrise de Thomas Youngblood și Daniel Elliot, cu excepția celor notate.
| Nr. | Titlu                                 | Durată |
| --- | ------------------------------------- | ------ |
| 1.  | "Providence"                          | 5:35   |
| 2.  | "Millennium"                          | 5:15   |
| 3.  | "King's Eyes"                         | 6:14   |
| 4.  | "Expedition"                          | 5:41   |
| 5.  | "Where I Reign"                       | 5:58   |
| 6.  | "Rhydin"                              | 5:03   |
| 7.  | "Parting Visions"                     | 3:34   |
| 8.  | "Once a Dream"                        | 4:24   |
| 9.  | "Irea" (Youngblood, Elliot, Roy Khan) | 4:32   |
| 10. | "Siege" (instrumental) (Youngblood)   | 4:21   |

## Personal
- Roy Khan – vocalist
- Thomas Youngblood – Chitară electrică, voce de fundal
- David Pavlicko – clape
- Glenn Barry – chitară bas
- Casey Grillo – baterie

## Invitați
- Tore Østby - chitară acustică pe Siege

## Informații despre album

### Producția și altele
- Mixat de Tommy Newton la Area 51 Studios, Celle, Germania
- Proiectat de Mark Prator, Jim Morris, Tom Morris
- Management: KMI Divertisment
- Ilustrare de Derek Gores
- Producția grafică și design de Rachel Youngblood
- Fotografie de Kim Grillo

## Legături externe
- Site web oficial